# Romance com safadeza
Romance com safadeza è un singolo dei cantanti brasiliani Wesley Safadão e Anitta, pubblicato il 13 aprile 2018.

## Video musicale
Il video musicale, uscito in concomitanza con l'uscita del brano, è stato diretto da Mess Santos e girato a Fortaleza.

## Tracce
Testi e musiche di Junior Pepato, Júnior Angelim, Larissa Ferreira, Rafa Borges e Thales Lessa.
1. Romance com safadeza – 2:52

## Classifiche

### Classifiche settimanali
| Classifica (2018) | Posizione massima |
| ----------------- | ----------------- |
| Brasile           | 14                |

### Classifiche di fine anno
| Classifica (2018) | Posizione |
| ----------------- | --------- |
| Brasile           | 11        |